# Dantu (cràter)
Dantu és un cràter sobre la superfície del planeta nan Ceres, situat amb el sistema de coordenades planetocèntriques a 31.64 ° de latitud nord i 146.6 ° de longitud est. Fa un diàmetre de 126 km. El nom va ser fet oficial per la UAI el tres de juliol del 2015 i fa referència a Dantu, déu associat al cultiu de la dacsa de la mitologia ghanesa.